# Церковь Сицилийской иконы Божией Матери

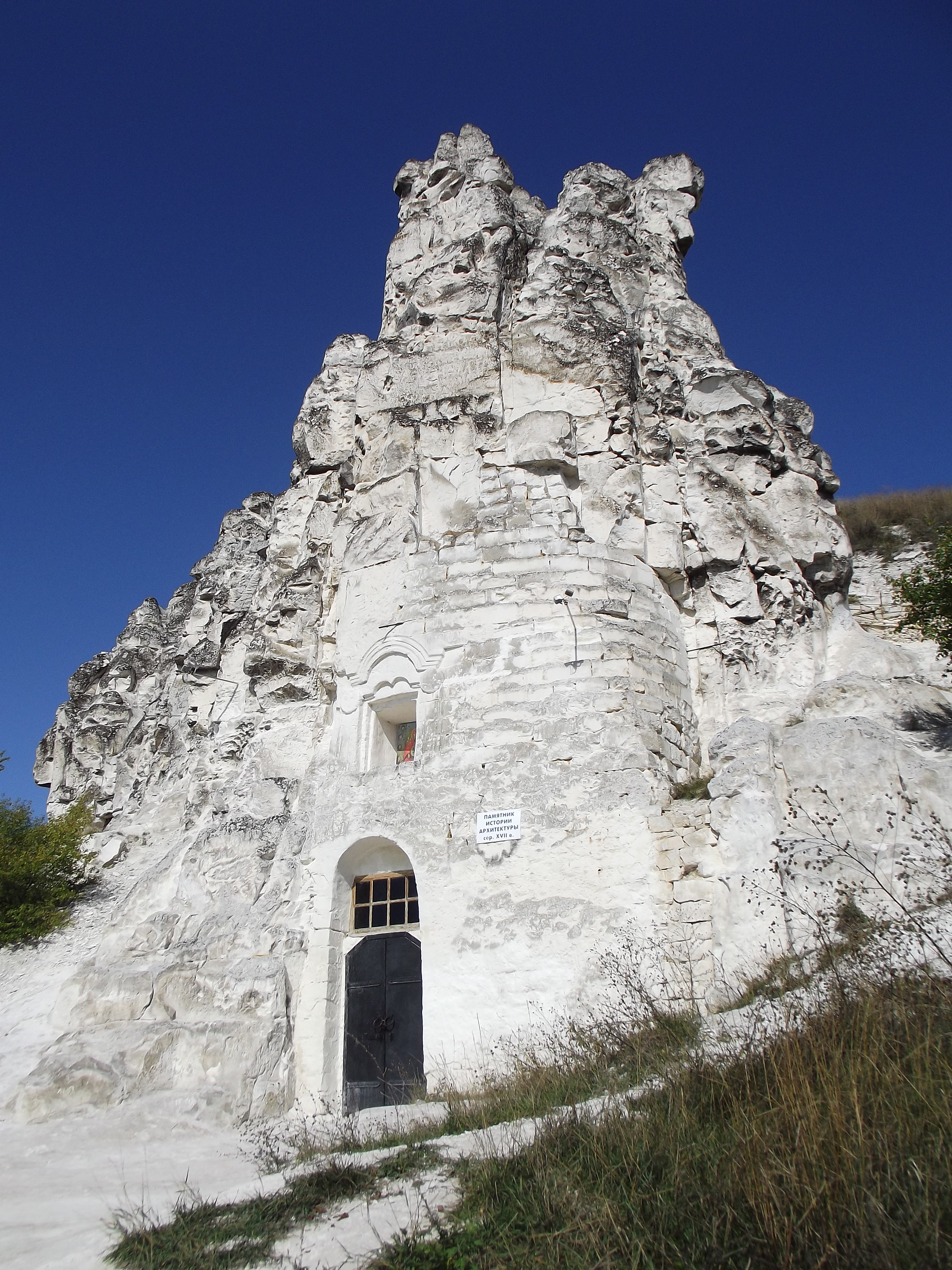
Церковь Сицилийской иконы Божией Матери

Пещерная церковь в Больших Дивах (Церковь Сицилийской иконы Божией Матери) — уникальный православный храм Свято-Успенского Дивногорского монастыря в Лискинском районе Воронежской области России, выдолбленный целиком внутри меловой горы. Храм является одной из самых популярных достопримечательностей Воронежской области.

## Архитектура
Вход в пещеру находится в основании мелового останца, расположенного на правом высоком склоне долины реки Тихая Сосна, в непосредственной близости от северной окраины хутора Дивногорье. Пещера представляет собой небольшой храм, выдолбленный в податливой меловой породе, с подземным ходом, окружающим этот храм, а также второй этаж с небольшими помещениями — горницами, в которых когда-то обитали монахи. Поскольку церковь расположена в меловой толще внутри горы, температура внутри довольно стабильна на протяжении года, а летом даже в большую жару в помещениях прохладно, а зимой, когда в окружающей степи дуют ветры и приходят снежные бураны, относительно тепло (температура воздуха держится на уровне 12-15 °C).

## История
Гора-останец в древности служила местом стоянки для разнообразных кочевых народов Дикого поля (половцев, печенегов). Современный храм внутри пещеры воздвигли русские монахи после 1831, когда на данном столбе (горе-останце) была обретена Сицилийская икона Божией Матери. В советское время пещера находилась в запустении, пока за её реставрацию не взялись сотрудники Воронежского краеведческого музея. Теперь пещерная церковь входит в состав Дивногорского музея.

## Любопытные факты
По лестнице можно подняться на вершину 180-метровой горы, откуда открывается вид на окружающие степные просторы и долину реки Тихая Сосна. Находясь на вершине горы, можно расслышать эхо, издаваемое ногами при ходьбе по меловой горе, внутри которой имеются пустоты (в том числе сам храм). Меловые отложения на поверхности горы покрыты мелкими бурыми частицами — лишайником коллемой, который набухает после дождя и становится зелёным. Также на горе и в её окрестностях обитает редкая птица — дрофа.